# Buzzi Unicem

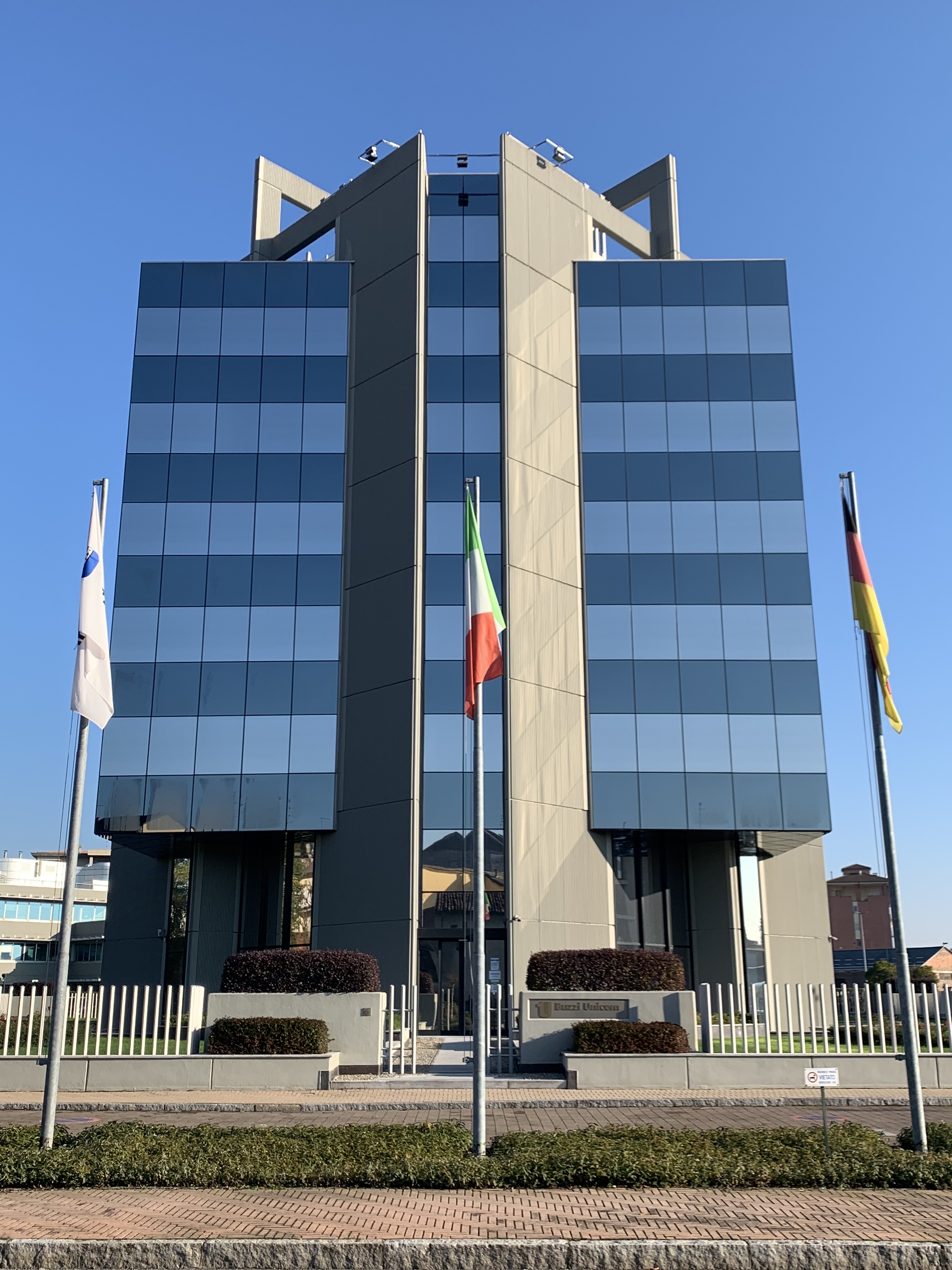
Sede centrale Buzzi SpA a Casale Monferrato

Buzzi S.p.A. è un gruppo societario multiregionale internazionale, con sede a Casale Monferrato (AL) in Piemonte, focalizzato sulla produzione di cemento, calcestruzzo e aggregati naturali. Opera in 13 paesi e impiega circa 9.000 persone. Gli stabilimenti in Italia sono 10 e i dipendenti diretti oltre 1.400.
È attualmente quotata nell'indice FTSE MIB della Borsa di Milano. Fino al 20 marzo 2023 era presente nell'indice FTSE MIB, per poi cedere il posto a Banca Monte dei Paschi di Siena, che aveva superato Buzzi Unicem in termini di capitalizzazione di mercato. In data 23 dicembre 2024 Buzzi SpA è tornata in FTSE-MIB prendendo il posto di ERG (azienda).

## Storia

### Fratelli Buzzi
Le origini risalgono al 1907, anno in cui i fratelli Pietro Buzzi e Antonio Buzzi fondano la Società di fatto Fratelli Buzzi dei fratelli Pietro e Antonio Buzzi, con una fabbrica a Trino (VC) e concessioni per l'apertura di una cava a Camino (AL).
Nel 1923 le concessioni minerarie si estendono al comune di Coniolo (AL) e nel 1925 viene avviato lo stabilimento di Casale Monferrato (AL), collegato alle cave per mezzo della ferrovia a scartamento ridotto (il binario industriale che tra i primi anni del Novecento e il 1957 fu al servizio dei diversi stabilimenti cementiferi dislocati sul territorio casalese).
Alla morte di Pietro, il figlio Luigi Buzzi gli subentra al fianco dello zio Antonio, e nel 1942 l’azienda modifica la propria ragione sociale diventando la Società in nome collettivo Fratelli Buzzi di Antonio e Luigi Buzzi e C.
Nel 1949, superate le difficili condizioni produttive degli anni della Seconda guerra mondiale, la Fratelli Buzzi diventa Società per azioni, adottando una struttura più consona alle necessità di sviluppo del dopoguerra.
Nel 1952 Luigi Buzzi eredita dalla morte dello zio la piena conduzione dell’impresa di famiglia. Con lui l’azienda si impegna nel passaggio alle nuove tecnologie produttive rimodernando i propri impianti, abbandonando progressivamente l'escavazione della marna in sottosuolo e aprendo cave di calcare a cielo aperto nella zona di Grazzano Badoglio (AT), contribuendo alle attività dell’UNI per la definizione delle norme relative alle tecnologie, terminologie e classificazioni dei materiali da costruzione. Nel 1959 Luigi Buzzi è tra i fondatori e primo presidente dell’AITEC, l’organo di rappresentanza dell’industria cementiera italiana.
Nel 1964 la cementeria di Casale Monferrato interrompe definitivamente la produzione poiché si trova ormai inglobata all’interno del tessuto residenziale cittadino e nel 1965, con l’ingresso in azienda della terza generazione di famiglia, inizia l’attività la nuova cementeria di Robilante (CN). Nello stesso anno la Fratelli Buzzi entra nel settore del calcestruzzo preconfezionato, operando prima nell’area di Torino e Cuneo, poi Milano e Genova.
Nel 1979 inizia l’espansione del gruppo all’estero, con l’acquisizione in joint venture di Alamo Cement di San Antonio, in Texas e due anni dopo, di una quota della messicana Corporación Moctezuma.
Nel 1990 il gruppo entra nel settore degli additivi per l’edilizia fondando insieme a Heidelberg Cement la Addiment Italia a Medolago (BG) e due anni più tardi entra in azienda la quarta generazione di famiglia.

### Buzzi Unicem
Nel 1997 ha inizio l’acquisizione del gruppo UNICEM. Viene stipulato un accordo con la holding IFIL (gruppo IFI, ora Exor), che prevede il rilievo di una prima quota significativa del capitale ordinario di Unicem Spa (9 cementerie in Italia e 4 negli USA). L’anno successivo le attività nel settore del calcestruzzo del gruppo Buzzi e di UNICEM si riuniscono in Unicalcestruzzi Spa.
Nel 1999 Buzzi completa l’acquisizione e incorpora UNICEM, assumendo la nuova denominazione Buzzi Unicem Spa. Il nuovo gruppo industriale, con unità produttive in Italia, Stati Uniti d’America e Messico diventa una società quotata sul FTSE MIB, il più significativo indice azionario di Borsa Italiana.
Due anni più tardi, nel 2001, un’alleanza industriale con la famiglia Dyckerhoff, azionista di riferimento dell’omonima società cementiera di Wiesbaden, dà inizio all’acquisizione del gruppo tedesco. Nel 2004 Buzzi Unicem ottiene la maggioranza del capitale ordinario. Nello stesso anno nasce Buzzi Unicem USA, azienda creata dalla fusione tra le attività americane di Buzzi Unicem e di Dyckerhoff. Nel 2013 Buzzi Unicem arriva a detenere il 100% di Dyckerhoff GmbH.
Nel 2014 viene data esecuzione all’accordo con il gruppo austriaco Wietersdorfer per l’acquisto del 25% del capitale di Salonit Anhovo (Slovenia). L’anno successivo Buzzi Unicem acquisisce da LafargeHolcim il 100% del capitale di Uralcement (Korkino), ampliando così il mercato in Russia, mentre nel 2017 acquisisce il 100% di Cementi Zillo, primario gruppo industriale italiano attivo nel settore cemento e calcestruzzo preconfezionato nel Nord-est d’Italia.
Nel 2018 Dyckerhoff GmbH acquista l’intero capitale sociale di Portland Zementwerke Seibel & Söhne mentre Buzzi Unicem completa l’acquisizione del 100% del capitale di OAO Sukholozhskcement (Russia). Nello stesso anno, grazie ad un importante accordo con il Grupo Ricardo Brennand, la società rileva il 50% di BCPAR SA, azienda operante in Brasile, estendendo le proprie attività industriali alla maggiore economia del Sud America e migliorando la diversificazione geografica dei mercati in cui il gruppo opera.
Nello stesso anno Buzzi Unicem entra a far parte della Global Cement and Concrete Association (GCCA), un’organizzazione che comprende 16 aziende leader nella produzione del cemento e del calcestruzzo e che rappresenta oltre il 30% della capacità produttiva mondiale.
Nel 2019 Buzzi Unicem rafforza la propria posizione sul mercato italiano acquisendo da Heidelberg Cement tre società, mentre in Russia l’azienda riunisce sotto un'unica società i propri insediamenti industriali, assumendo una nuova denominazione commerciale: SLK Cement.
Nel 2020 Buzzi Unicem inaugura presso lo stabilimento di Vernasca (PC) l’impianto pilota del progetto “CLEANKER”, tecnologia innovativa studiata per la cattura dell’anidride carbonica (CO2) generata durante il processo produttivo del cemento. In parallelo, il gruppo persegue il progetto pilota “catch4climate”, promosso da un consorzio che comprende Heidelberg Cement, SCHWENK Zement e Vicat, con l’obiettivo di realizzare e gestire un impianto dimostrativo su scala semi-industriale per la cattura della CO2 generata durante la cottura della farina cruda.
Nello stesso anno la holding BCPAR, di cui Buzzi Unicem detiene il 50% in joint venture con Grupo Ricardo Brennand, conclude un contratto per l’acquisto di 3 cementerie a ciclo completo e 2 centri di macinazione, di proprietà del gruppo CRH, operanti nella zona Sud-Est del Brasile.

### Buzzi
Il 2023 è stato caratterizzato dalla modifica della denominazione sociale della società da Buzzi Unicem SpA a Buzzi SpA, segnando così una nuova tappa nella storia dell’azienda. Un cambiamento avviato all’inizio dell’anno con la revisione della struttura societaria in Italia (nascita di Buzzi Unicem Srl) e che mira a identificare più chiaramente il ruolo della capogruppo come soggetto giuridico responsabile della proprietà, della gestione e del coordinamento di tutte le controllate italiane ed estere.
Ad ottobre 2024, la società ha completato l'acquisizione da Grupo Ricardo Brennand del 50% di NCPAR, la joint venture paritetica attraverso cui Buzzi opera in Brasile dal 2018. 
Nello stesso anno, Buzzi ha completato la chiusura della vendita dei suoi asset in Ucraina a CRH.

## Presenza internazionale
Nel 2023 la struttura operativa del gruppo contava 28 cementerie a ciclo completo e 6 centri di macinazione per la produzione di cemento, oltre a 385 impianti per la produzione di calcestruzzo, che fanno capo alle seguenti società:

### Europa
- Italia: Buzzi Unicem, Unical, Cementi Moccia (50%), Laterlite (33%)
- Germania: Dyckerhoff, Dyckerhoff Beton
- Lussemburgo: Cimalux
- Paesi Bassi: Dyckerhoff Basal Nederland
- Polonia: Dyckerhoff Polska
- Repubblica Ceca e Slovacchia: Cement Hranice, ZAPA beton
- Slovenia: Alpacem Cement - ex Salonit Anhovo (25%)

### Asia
- Russia: SLK Cement

### America
- USA: Buzzi Unicem USA, Alamo Cement
- Brasile: Cimento Nacional
- Messico: Corporación Moctezuma (50%)

### Africa
- Algeria: Société des Ciments de Hadjar Soud (35%), Société des Ciments de Sour El Ghozlane (35%)

## Azionariato
Il capitale di Buzzi è composto da 192,6 milioni di azioni ordinarie, con una capitalizzazione di mercato che ammonta a 6.854 milioni di euro al 31.12.2024. Le azioni ordinarie sono quotate alla Borsa Italiana di Milano dal 1999. Ciascuna azione ordinaria, priva del valore nominale, attribuisce il diritto di voto.
Principale azionista è la famiglia Buzzi, che detiene il 53% del capitale azionario.

## Partecipazioni
- In Italia: Cementi Moccia (50%), Laterlite (33%)
- In Slovenia: Alpacem Cement – ex Salonit Anhovo (25%)
- In America: Corporación Moctezuma, Messico (50%)
- In Africa (Algeria): Société des Ciments de Hadjar Soud (35%) e Société des Ciments de Sour El Ghozlane (35%)